# Michel Schweizer
Michel Schweizer es un actor, director, coreógrafo y escenógrafo francés nacido el 18 de mayo de 1958.
Es notablemente uno de los precursores del teatro documental.

## Biografía
Después de estudiar en el Conservatorio Regional de Burdeos y en la Escuela de Bellas Artes de Burdeos, Michel Schweizer se inició en la danza contemporánea en la década de 1980. 
En 2000, crea Kings tratando de reunir productos culturales y muestras especulativas (una bailarina de hip-hop, una bailarina contemporánea, un vigilante...) probable que sean apreciados por lo que hacen y/o por lo que son.

### Noticias, juventud y danza
Continúa con las creaciones y presenta  Ô Queens en 2008, invitando a tres mujeres (una bailarina, una fisicoculturista y una stripper) a hablar sobre su condición.
En 2010, invitó a una docena de jóvenes de 17 a 20 años, así como a un adulto (Gianfranco Poddighe) para representar a su "comunidad ", en escena en Fauves.
En 2013, creó el espectáculo Cartel en el que optó por colaborar con ex bailarines estrella  : Cyril Atanassoff y Jean Guizerix. La cantante Dalila Khatir y el joven bailarín Romain di Fazio también actúan en el espectáculo.
Michel Schweizer desea renovar la feria Fauves en 2017 con Cheptel. Pone en escena a un grupo de ocho adolescentes de 12 a 15 años para recrear un estado de naturaleza lo más cercano posible a sus sentimientos, con la presencia de un adulto (Bruno Begins y luego Pascal Quéneau).
El mismo año, colaboró con el artista de circo Mathieu Desseigne-Ravel en el Festival d'Avignon, crearon Bâtards.
En 2019 fue invitado por la Compagnie L'Oiseau Mouche para poner en escena a siete actores de la compañía, personas con discapacidad mental. En Les Diables, se pregunta entonces por el posible desplazamiento de la norma.
En diciembre de 2021, La Maison des Métallos se ofreció a organizar un evento. Además de espectáculos y actuaciones, decide invitar a muchos artistas y filósofos para muchos eventos : Bruno Latour y Alain Badiou, Zakary Bairi, Sébastien Lifshitz, Aurélien Collewet, o el videógrafo Grégoire Beil.
En 2021, por invitación de Renaud Cojo, para el Festival Discotake, creó un espectáculo tributo a Christophe en torno a su álbum Les Vestiges du chaos a dúo con Zakary Bairi, titulado Beau Bizarre.

## Pasos
En su planteamiento, Michel Schweizer inventa comunidades efímeras, juega con el efecto del distanciamiento teatral, dejando a los intérpretes en el mayor estado posible de naturalidad y libertad. Su obra aborda temas actuales y sociales como la libertad de expresión, la juventud, la política, la ecología, el arte o incluso la economía.

## Espectáculos

### Diseñador
- 1998 : Assanies - gira[18]
- 2000 : Kings - gira[2]
- 2005 : Chronic(s) - gira[19]
- 2004 : Scan [More Business - More Money Management] - gira[20]
- 2006 : Bleib - gira[21]
- 2008 : ôQueens [un laboratorio corporal] - gira[22]
- 2010 : Fauves - gira[23]
- 2013 : Cartel - gira[24]
- 2015 : Primitifs - gira[25]
- 2017 : Cheptel - gira[26]
- 2017 : Bâtards - cocreado con Mathieu Desseigne-Ravel - Temas crudos del Festival d'Avignon[27] luego gira[28]
- 2019 : Les diables - gira[29]
- 2019 : Sorserez - Festival À domicile (Guissény)
- 2020 : Chronic(s) II - gira
- 2021 : Bôpeupl - gira
- 2021 : Beau Bizarre - Festival Discotake (Burdeos)
- 2022 : Nice Trip - cocreado con Mathieu Desseigne-Ravel - gira

### Intérprete
- 1997 : Lolicom - Renaud Cojo - gira
- 2010 : Fauves - gira[23]
- 2012 : Les Étonnistes  #2 - Stéphanie Aubin - Reims Escenas europeas (Reims)[30]
- 2015 : Primitifs - gira[25]
- 2015 : Les Étonnistes  #3 - Stéphanie Aubin - Le CentQuatre (París)[31]
- 2017 : Cheptel - gira[26]
- 2017 : Bâtards - Temas en vivo del Festival d'Avignon[27] luego gira[28]
- 2021 : Beau Bizarre - Festival Discotake (Burdeos)

### Director o coreógrafo
- 2010 : Metissage - director - Teatro de las Cuatro Estaciones (Gradignan)[32]
- 2011 : Pas de cinq - director - Rocher de Palmer (Cenon)[32]
- 2012 : Cross & Share - director con Julie Dossavi - gira[33]
- 2018 : And Now - director - gira[29]
- 2015 : Au pied de la lettre - coreógrafo con Anne Nguyen - gira[34]
- 2015 : Rotha y Gassama - coreógrafo - Festival de La Cité Lausanne (Lausanne)[35]

## Honores
2020 : TOPOR, precio de « Sueña más para Les Diables, presentado en el Théâtre du Rond-Point por Jean Michel Ribes

## Sobre Michel Schweizer
Es una de las principales influencias en la obra de Mohamed El Khatib. 